# Victorinox

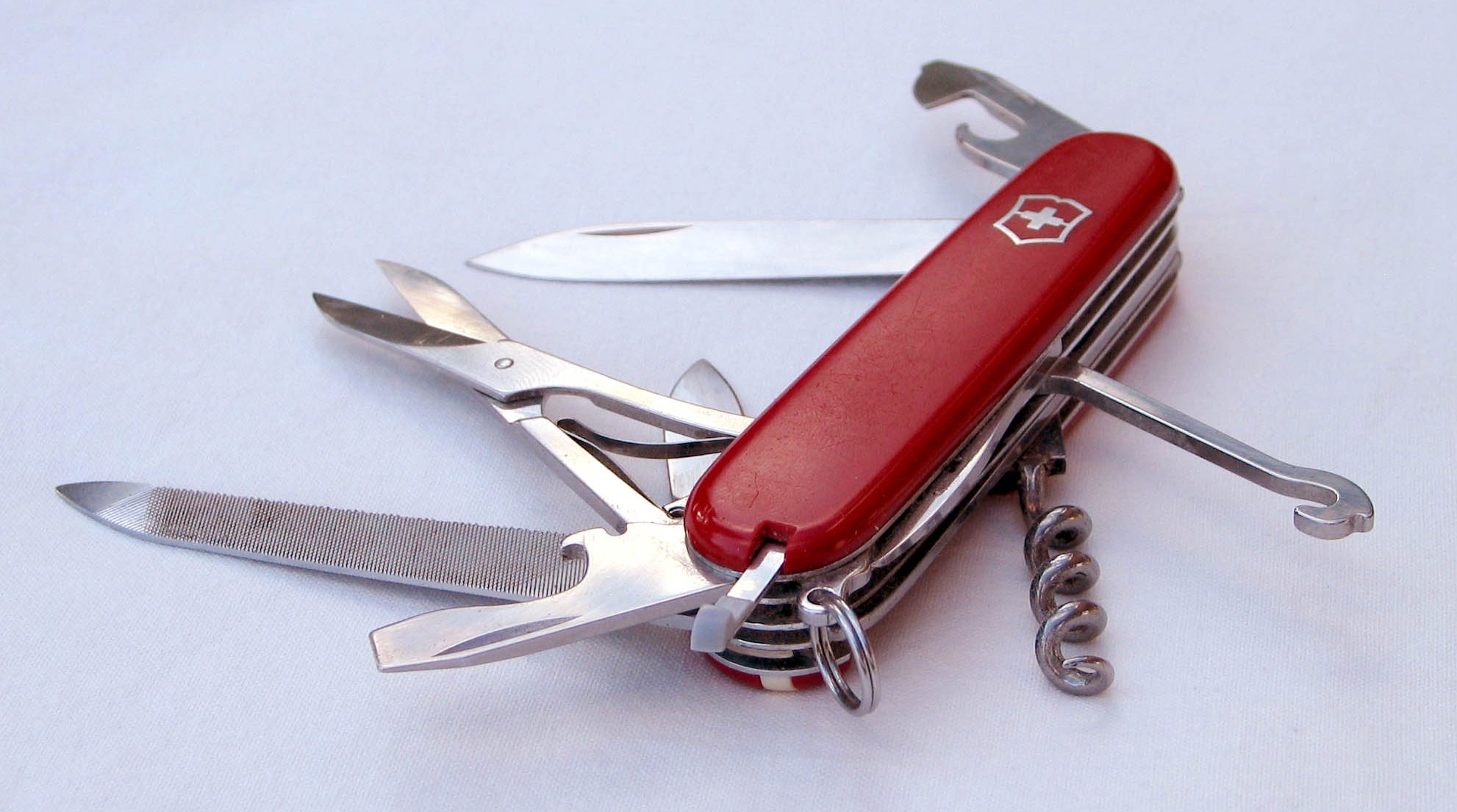
Swiss Army knife.

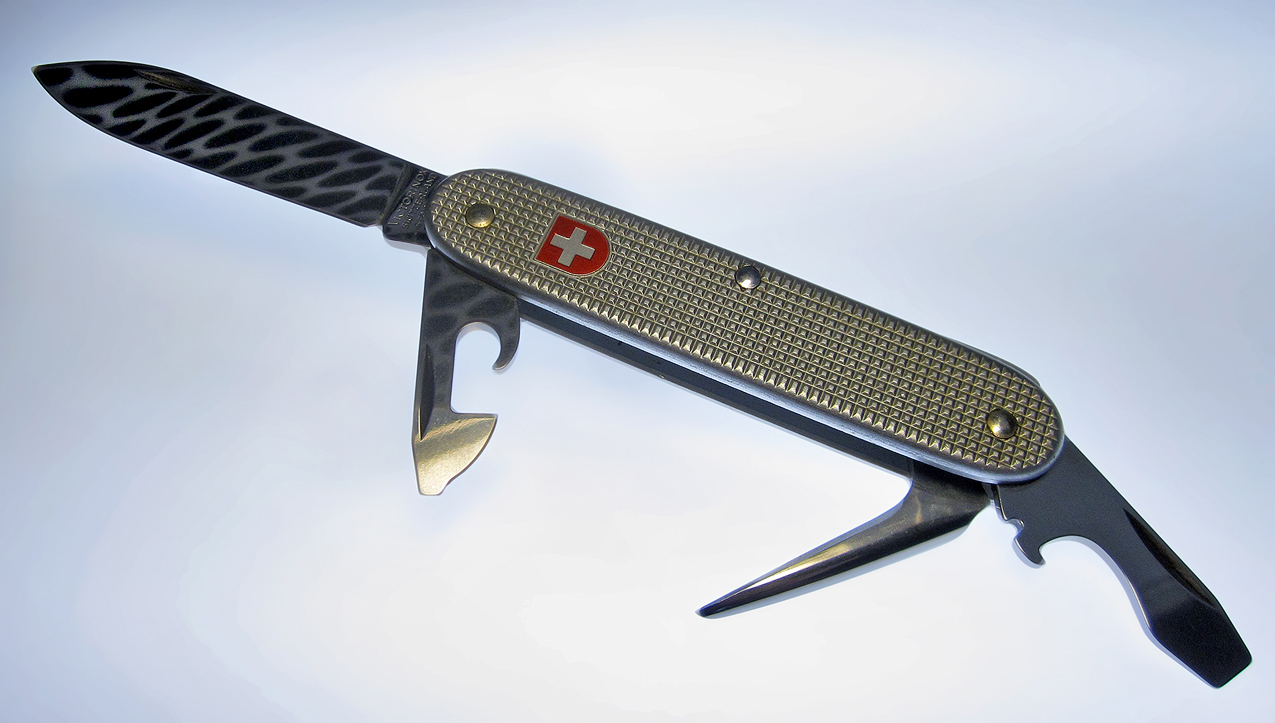
Klassisk "pennkniv" Schweiziska Victorinox med 4 blad.

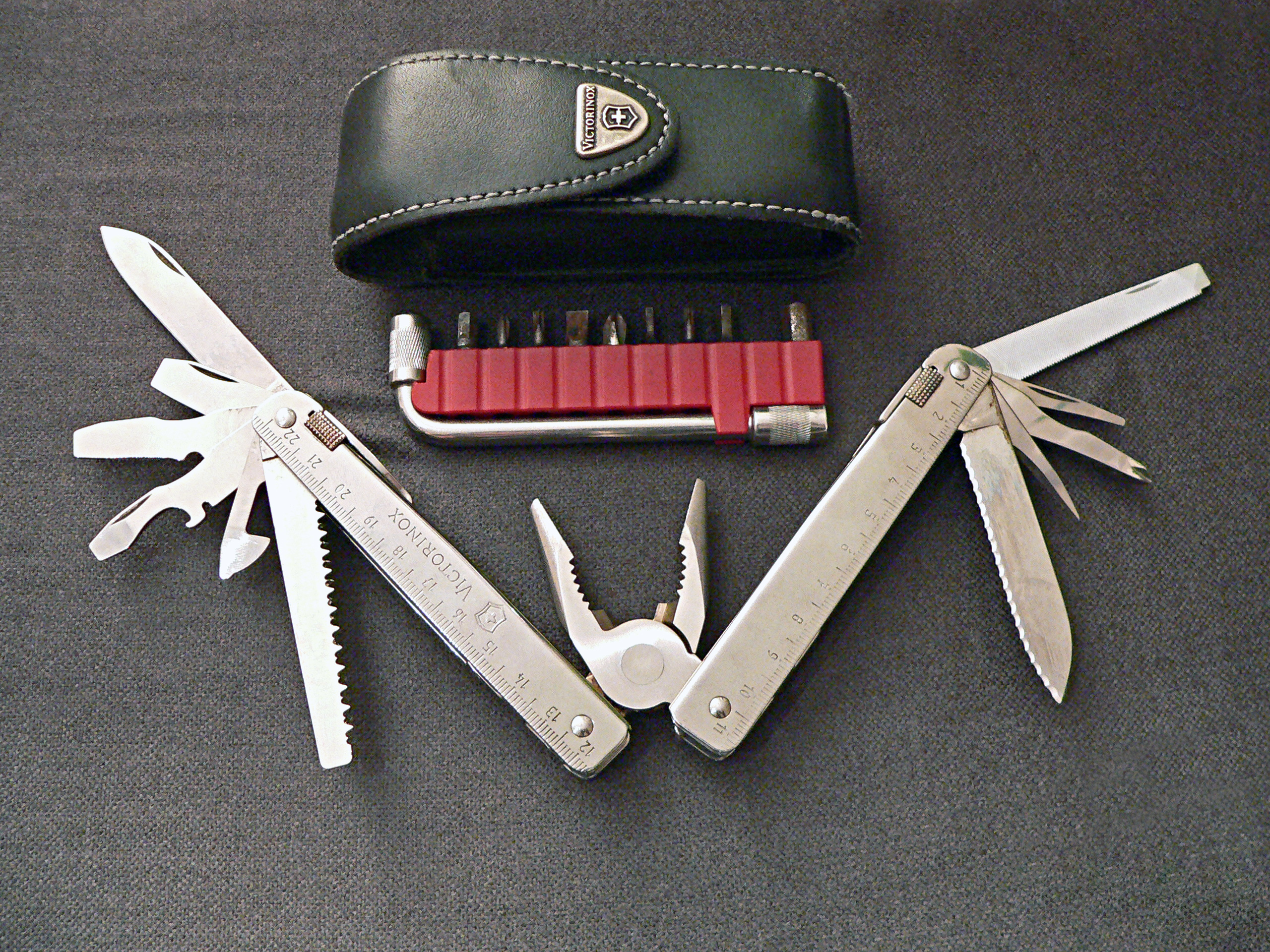
SwissTool

Victorinox är en knivtillverkare i den lilla schweiziska orten Ibach. Victorinox är främst känd som en av två leverantörer av kombinationsfällknivar ("schweiziska arméknivar") till den schweiziska armén. Den andra leverantören är Wenger. Den 26 april 2005 förvärvade Victorinox konkurrenten Wenger. Tillsvidare fortsätter tillverkningen under båda varumärkena.

## Historia
Företaget som grundades 1884 har sedan 1891 levererat knivar till den schweiziska armén. Deras berömda emblem - ett kors i en sköld - har använts sedan 1909, samma år som grundaren Karl Elseners mor gick bort och företaget bytte namn till Victoria för att hedra modern. 1921 byttes namnet till Victorinox efter introduktionen av rostfritt stål i produktionen. Namnet kan härledas ur den franska termen för rostfritt stål: acier inoxydable.
En stor händelse i Victorinox historia är uppköpet av rivalen Wenger som skedde 2005. Wenger gick då så dåligt att det nästan var bankrutt. Tack vare den schweiziska andan såg man till att Wenger förblev schweiziskt. År 2013 började verksamheterna slås ihop, med huvudvarumärket Victorinox. Wenger har fortsatt som varumärke för knivar, dock färre modeller. Wenger gör också vissa andra produkter såsom klockor.

## Produkter

### Arméknivar
Den schweiziska armékniven har varit den centrala produkten i Victorinox verksamhet. Från början var Victorinox ensamma om rätten att leverera knivar till den schweiziska armén. Mellan 1908 och 2008 delades kontraktet med Wenger. Efter en kompromiss mellan de båda företagen fick Victorinox rätten att använda begreppet "Original Swiss Army Knife" medan Wenger har använt sig av "Genuine Swiss Army Knife". 
Den 8 september 2008 avslutades den offentliga upphandlingen som Schweiziska Försvaret initierat för att skapa den uppdaterade versionen av den officiella schweiziska armékniven. I upphandlingen deltog sju tillverkare från Schweiz och andra länder. Efter noggranna kvalitetstester och bedömningar valdes till slut Victorinox till ny officiell leverantör. Detta betyder att det numera är enbart Victorinox som har rätten att kalla sig "Original Swiss Army Knife".
Det nya kontraktet gällde en initial order för 75 000 knivar samt lika många hölster till ett värde av 1 380 000 CHF.
Schweiziska arméknivar används flitigt utanför den schweiziska armén. Knivarna är nyttiga multiverktyg till vardags och finns i en uppsjö av modeller och storlekar. Victorinoxknivar ingår i standardutrustningen för NASA:s astronauter. Victorinoxknivar har använts under bestigningar av Mount Everest såväl som på arktiska expeditioner. En dold och ofta förbisedd funktion hos Victorinoxknivarna med sidor av röd cellidorplast, är den lilla nålgömman, lokaliserad vid korkskruven eller stjärnskruvmejselns fäste. Tanken är att man ska kunna förvara en knappnål, för att t.ex. kunna rengöra spruthuvudena för spolarvätska på en bil, eller peta ut en sticka i ett finger. Vissa modeller av fällkniven har även en penna. Genom att lägga pennan i fickan där "paketkroken" förvaras och sedan fälla ned denna, får man en penna som är lättare att skriva med. Man kan även uppgradera sina röda plastsidor till andra färger, självlysande, andra material eller addera andra funktioner. Borttagna plastsidor är dock att beteckna som förbrukade. Man lär även kunna navigera på ett sjökort med hjälp av vinklarna som bildas mellan vissa verktyg. Många modeller är att betrakta som sällsynta och värdefulla till exempel "Yeoman", "Scientist" och knivar med inbyggd butangaständare. Det finns även en hel subkultur med folk som modifierar och bygger om sina fällknivar, något som är relativt lätt då knivarna hålls ihop av tre mässingnitar på 3,0-2,5 mm. Dock är knivarna fjäderbelastade, och dylika försök bör ske med fällknivens alla verktyg i utfällt läge, samt att personer i närheten av kniven gör klokt i att bära skyddsglasögon. 
Numera köper den schweiziska försvarsmakten in 50 000 knivar från Victorinox, antingen av soldat- eller officerstyp; den senare innehåller bland annat en korkskruv. Resterande del av produktionen, 5 450 000 knivar, säljs civilt eller går till export.

### SwissCard
Under senare år har användandet av fickknivar minskat och för att bibehålla sin ställning på marknaden har Victorinox utvecklat andra typer av multiverktyg, till exempel SwissCard som är en slags hållare för olika verktyg och inte har större mått än ett kreditkort (dock är tjockleken cirka 4 mm). SwissCard belönades med Europeiska Reddot designpriset för bästa innovation 2007. Den görs i två versioner, en med ficklampa och en med nagelfil. 

### SwissTool
SwissTool är Victorinox version av multiverktyg, det tångliknande redskap som introducerats av Leatherman och även tillverkas av bland andra Gerber.

### Köksredskap
Ett brett sortiment av olika köksredskap finns också i sortimentet. Bland annat förser Victorinox den danska steakhousekedjan Jensens Bøfhus med bestick. Victorinox producerar också en bland hotell och restauranger populär brödkniv.

### Varumärkesutveckling
På senare tid har Victorinox utvecklat sitt varumärke till att även omfatta klockor, pennor, bagageväskor och liknande. Detta främst fråga om licenstillverkning för den schweiziska armén.